# Glasnudlar

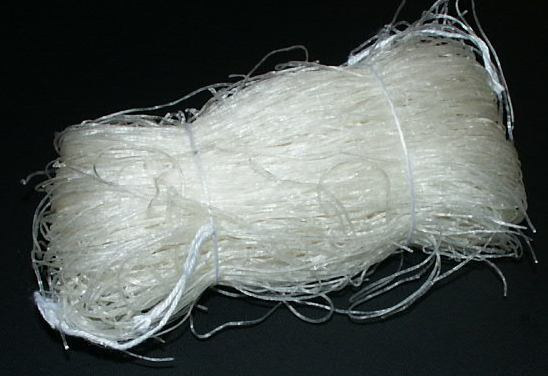
Glasnudlar

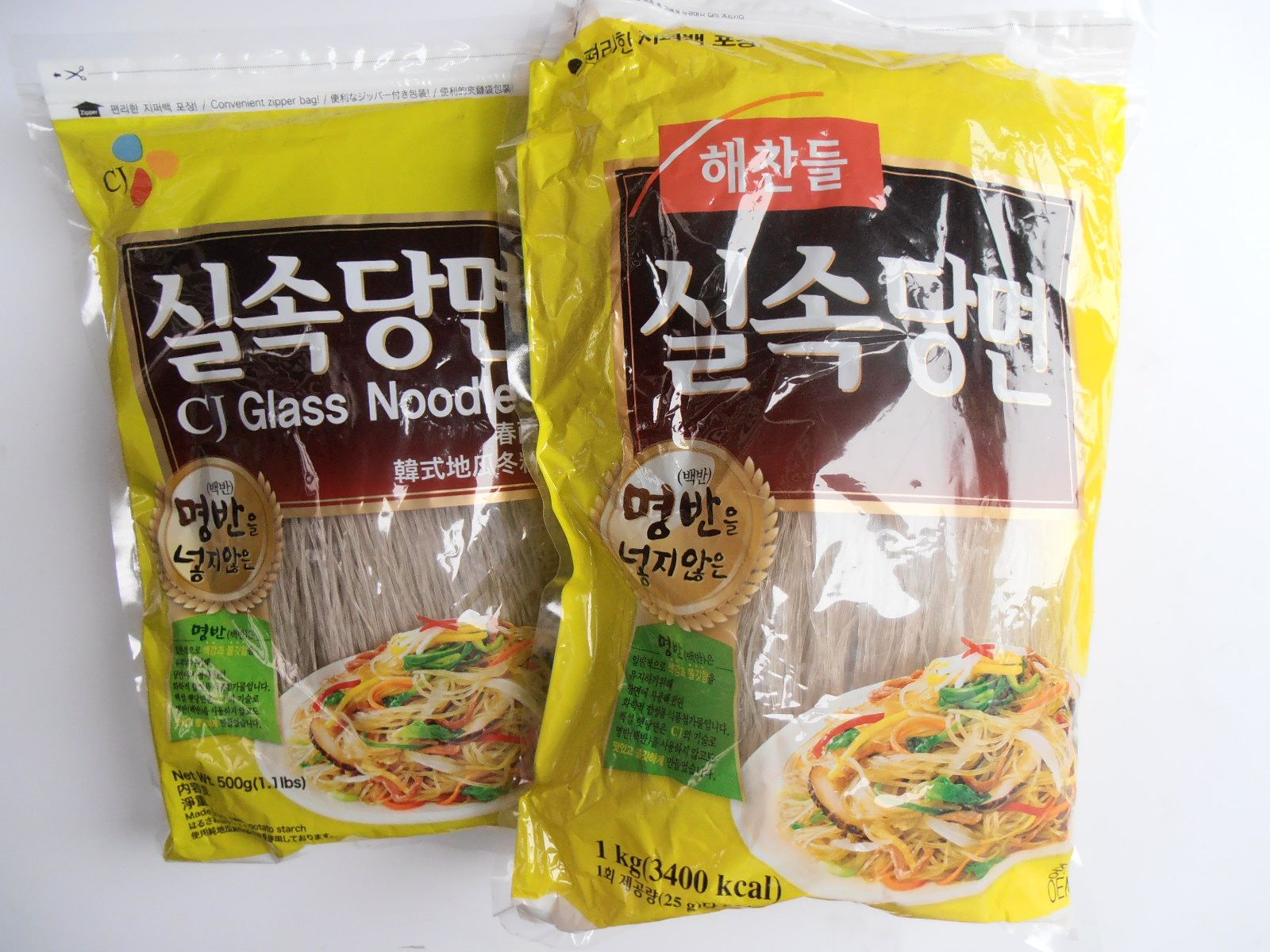
Koreanska glasnudlar, 당면, gjorda på sötpotatis

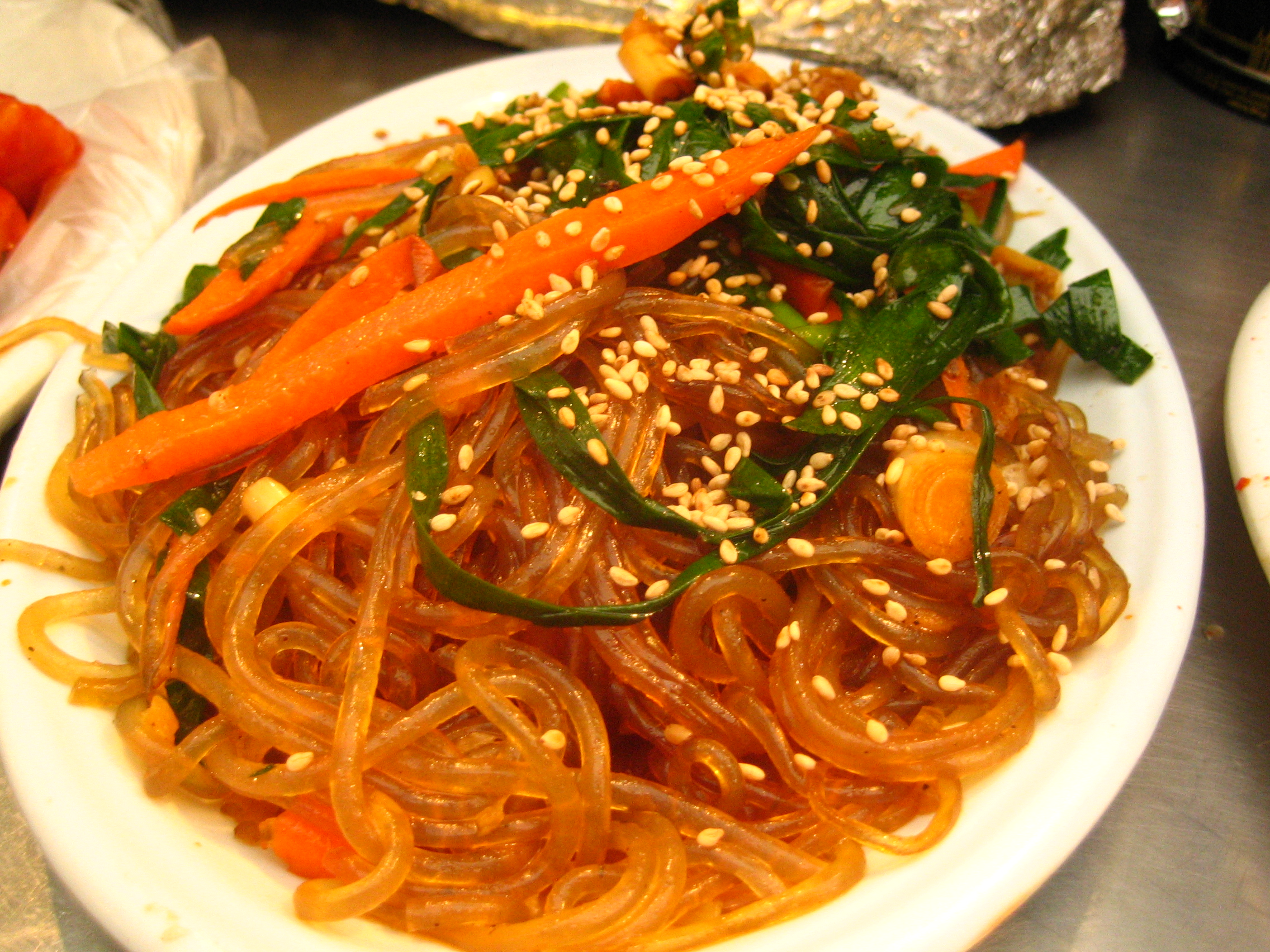
Japchae

Glasnudlar är en nudelsort som ofta är gjord på mungbönsmjöl. Glasnudlar är genomskinliga, därav namnet.
Glasnudlar säljs vanligtvis i torkad form och kokas för att användas i soppor eller wokade maträtter eller som fyllning i vårrullar.
Den koreanska maträtten japchae görs på glasnudlar gjorda på stärkelse från sötpotatis.